# حمید رحمونی
حمید رحمونی (انگلیسی: Hamid Rahmouni؛ زادهٔ ۲۲ اکتبر ۱۹۶۷) بازیکن فوتبال اهل الجزایر بود.
از باشگاه‌هایی که در آن بازی کرده‌است می‌توان به باشگاه فوتبال وفاق سطیف اشاره کرد.
وی همچنین در تیم ملی فوتبال الجزایر بازی کرده‌است.